# Speloeophoroides capixaba
Speloeophoroides capixaba is een krabbensoort uit de familie van de Leucosiidae. De wetenschappelijke naam van de soort is voor het eerst geldig gepubliceerd in 1998 door Melo & Torres.